# پشمیسواف گینتروفسکی
پشمیسواف آدام گینتروفسکی (لهستانی: Przemysław Adam Gintrowski؛‏تلفظ لهستانی: [pʂɛˈmɨswaf]؛ ‏ ۲۱ دسامبر ۱۹۵۱ – ۲۰ اکتبر ۲۰۱۲) آهنگساز و موسیقی‌دان اهل لهستان بود. وی بین سال‌های ۱۹۷۶ تا ۲۰۱۲ میلادی فعالیت می‌کرد.
از فیلم‌ها یا مجموعه‌های تلویزیونی که وی در آن‌ها نقش داشته‌است، می‌توان به مادر پادشاهان، رانندگان جایگزین، حوزه استحفاظی ۱۳ و حوزه استحفاظی ۱۳، قسمت دوم اشاره نمود. وی برای فیلم مرد آهنین به کارگردانی آندری وایدا و پایانی نیست به کارگردانی کریشتوف کیشلوفسکی هم حاشیه صوتی ساخته است.
او در سال ۲۰۰۶ نشان افتخار تولد لهستان را از دستان رئیس‌جمهور لهستان لخ کاچینسکی دریافت داشت.